# Дитрих от Мусон
Дитрих I (на френски: Thierry Ier de Montbéliard, на немски: Dietrich von Mousson; * 1045, † 2 януари 1105) от Дом Скарпон, е граф в Алткирх и Пфирт, на Монбеляр (1073 – 1105), на Мусон като Дитрих II (1093 – 1105), от 1093 до 1105 г. граф на Бар и граф на Вердюн (1100 – 1105).

## Живот
Дитрих е син на Лудвиг от Мусон († 1073/1076), граф на Пфирт и Алткирх от Дом Скарпон, и съпругата му София († 1093), наследничка на Графство Бар от род Вигерихиди, дъщеря на Фридрих II († 1027), херцог на Горна Лотарингия, и Матилда Швабска († 1032). Неговата майка е племенница на Гизела Швабска, съпруга на император Конрад II, която я осиновява през 1026 г.
Дитрих се жени през 1065 г. за Ерментруда Бургундска († сл. 8 март 1105), дъщеря на граф Вилхелм I от Бургундия. Тя му носи Графство Монбеляр и като вдовица основава манастир Froidefontaine.
През 1093 г. той наследява от майка си Графство Бар и фогтая на Saint-Mihiel. През 1096 г. получава Графство Вердюн от епископ Ришер от Вердюн. Същата година Дитрих иска да участва в първия кръстоносен поход, но се отказва заради заболяване. Затова той основава манастирите в Библисхайм и Санкт Валбурга (Валбоург).
Дитрих пише през 1102 г. завещанието си в замъка на Алткирх и умира малко след това. Погребан е в катедралата на Отун.

## Деца
Дитрих и Ерментруда Бургундска имат децата:
- Фридрих I († ок. 1160), граф на Пфирт
- Райналд I Еднооки († 1149), граф на Бар, Мусон и Алткирх, женен за Гизела (1090, † 1141), дъщеря на Герхард I, граф на Водемон от Дом Шатеноа
- Дитрих II († 1163), граф на Монбеляр
- Лудвиг († 1103), участва в Първия кръстоносен поход и след връщането му 1102 г. е убит
- Стефан († 29 декември 1162), ерцдякон и от 1120 епископ на Мец, участва във Втория кръстоносен поход
- Гунтхилде († 21 февруари 1131), първата абатиса на Библисхайм
- Агнес (* 1082 или 1087, † вер. 1176), ∞ 1110 г. за Херман II († 1135), граф на Салм (син на геген-крал Херман от Салм)
- Матилда († 1110), ∞ за граф граф Алберт фон Мьорсберг († 1125)